# Resolució 2111 del Consell de Seguretat de les Nacions Unides
La Resolució 2111 del Consell de Seguretat de les Nacions Unides fou adoptada per unanimitat el 24 de juliol de 2013. El Consell va ampliar el mandat del grup de seguiment que supervisava l'embargament d'armes contra Somàlia i Eritrea durant 15 mesos fins al 25 de novembre de 2014. A més, la resolució va exceptuar els serveis de seguretat de Somàlia de l'embargament fins al 6 de març de 2014.
El Consell va assenyalar que l'embargament d'armes i la prohibició d'exportar carbó eren violades sistemàticament. Alhora, les violacions dels drets humans eren habituals. Tot i així, el Consell va elogiar el govern somali pels seus avenços i els seus esforços per aconseguir la pau i l'estabilitat.
La resolució va exceptuar de l'embargament d'armes els enviaments als serveis de seguretat de Somàlia. Aquestes armes no es podrien vendre fora dels serveis de seguretat. Somàlia també mantindria informat periòdicament al Consell de Seguretat sobre l'estructura, la gestió i els dipòsits d'armes.